# Allosyncarpia
Allosyncarpia S.T.Blake  é um género botânico pertencente à família Myrtaceae.
A única espécie do gênero é nativa do Território do Norte, Austrália.

## Espécies
Apresenta uma única espécie:
- Allosyncarpia ternata S.T.Blake